# جان ماکسلی
جاناتان دیوید گود (به انگلیسی: Jonathan David Good) (متولد ۷ دسامبر ۱۹۸۵) کشتی‌گیر حرفه‌ای ، بازیگر و گنگستر آمریکایی است. او در حال حاضر با پروموشن ای‌ئی‌دبلیو قرارداد دارد و با نام جان ماکسلی فعالیت می‌کند و قهرمان کنونی عنوان جهانی ای‌ئی‌دبلیو است. او همچنین به صورت پاره وقت در پروموشن ان‌جی‌پی‌دبلیو نیز فعالیت می‌کند و در این پروموشن، قهرمان سابق عنوان جهانی سنگین‌وزن این شرکت نیز بوده است. معروفیت او بیش‌تر به دلیل حضورش در دبلیودبلیوئی در بین سال‌های ۲۰۱۱ تا ۲۰۱۹ بود و در این شرکت با نام دین امبروز فعالیت می‌کرد. 
گود فعالیتش در کشتی حرفه‌ای را در ژوئن ۲۰۰۴ آغاز کرد و با نام رینگ جان ماکسلی در چندین پروموشن مستقل منطقه‌ای شرکت کرد تا اینکه در سال ۲۰۱۱ با دبلیودبلیوئی قرارداد بست و نام رینگ خود را به دین امبروز تغییر داد. او تا نوامبر ۲۰۱۲ در ان‌اکس‌تی که برند آموزشی دبلیودبلیوئی بود مشغول به فعالیت بود تا اینکه به همراه رومن رینز و سث رالینز به عنوان عضوی از گروه شیلد به مین‌راستر آمد. امبروز در مه ۲۰۱۳ برای نخستین بار قهرمان عنوان ایالات متحده شد؛ دوره قهرمانی او ۳۵۱ روز به طول انجامید و به طولانی‌ترین قهرمان کمربند ایالات متحده در زمانی که این کمربند به مالکیت دبلیودبلیوئی در آمد تبدیل شد. پس از موفقیت گسترده، گروه شیلد در ژوئن ۲۰۱۴ از هم پاشید و امبروز به صورت فردی به کار خود ادامه داد. او توانست یک‌بار قهرمان دبلیودبلیوئی، ۳ بار قهرمان بین قاره‌ای و ۲ بار قهرمان تگ‌تیم دبلیودبلیوئی (با رالینز) شود و شانزدهمین قهرمان گرند اسلم دبلیودبلیوئی شود؛ یعنی توانست تمامی عناوین موجود در این شرکت را حداقل یک‌بار کسب کند. او همچنین در سال ۲۰۱۶ برنده مسابقه مانی این د بنک نیز شد. 
پس از پایان قراردادش با دبلیودبلیوئی در آوریل ۲۰۱۹، گود دوباره به کاراکتر جان ماکسلی خود بازگشت و یک ماه بعد، با ای‌ئی‌دبلیو قرارداد بست و در رویداد افتتاحیه دابل اور ناثینگ این شرکت حاضر شد. او همچنین در ان‌جی‌پی‌دبلیو نیز فعالیت داشت و قهرمان عنوان سنگین‌وزن ایالات متحده این شرکت شد و به تنها فردی تبدیل شد که توانسته هم در دبلیودبلیوئی و هم در ان‌جی‌پی‌دبلیو، قهرمان عنوان ایالات متحده شود. دومین دوره قهرمانی او به طولانی‌ترین مدت قهرمانی این کمربند تبدیل شد. او در فوریه همان سال برای نخستین بار قهرمان کمربند جهانی ای‌ئی‌دبلیو شد و هر دو کمربند را به طور همزمان نگه‌داشت. او سه بار دیگر نیز قهرمان این کمربند شد و دارای بیشترین دفعات قهرمانی کمربند جهانی AEW است. با قهرمانی عنوان سنگین‌وزن جهانی NJPW، ماکسلی به نخستین فرد و تا این لحظه تنها فردی تبدیل شد که قهرمان عناوین جهانی در هر سه پروموشن دبلیودبلیوئی، ای‌ئی‌دبلیو و ان‌جی‌پی‌دبلیو شده است. 
او از سوی نشریه معتبر PWI برنده جایزه محبوب‌ترین کشتی‌گیر سال در سال‌های ۲۰۱۴، ۲۰۱۵ و ۲۰۲۲ و جایزه برترین کشتی‌گیر سال ۲۰۲۰ شد. او به طور پراکنده وارد عرصه بازیگری نیز شده است که از جمله فیلم‌هایی که بازی کرده است می‌توان به مبارز در قفس اشاره کرد. 

## دوره کشتی حرفه‌ای

### اجتماع کشتی هارت لند (۲۰۰۴–۲۰۱۰)
گود کارش را در اجتماع کشتی هارت لند در سال ۲۰۰۴ با نام جون ماکسلی شروع کرد. او تحت سرپرستی کودی هاوک و لس ثچر آموزش دید. در ژوئن ۲۰۰۴، موکسلی کارش را آغاز کرد. او با جیمی ترنر گروه «خشونت ضروری" را تشکیل داد و تیم مایک دیزایر و تک را شکست دادند و قهرمان تگ تیم شدند. اما بعداً از تیمی دیگر شکست خوردند و عنوانشان را از دست دادند. موکسلی با ریک بایرن متحد شد و گروه "بنیاد هارت لند» را تشکیل داد. در ۱۹ اوت ۲۰۰۵، توانستند قهرمان تگ تیم شوند اما همان روز به دلایلی نامعلوم عنوانشان گرفته شد. براک گافمن کمربندها را به گروه قبلی پس داد.
در ۲۰۰۶، موکسلی برای قهرمانی سنگین‌وزن تلاش می‌کرد. در ۹ می ۲۰۰۶، توانست کمربند را از پپر پارکز بگیرد. اما بعد از ۴ ماه آن را به چاد کولیر باخت. برای بار دوم در همان سال، با شکست پپر پارکز قهرمان سنگین‌وزن شد. در ۲ ژانویه ۲۰۰۷، عنوان را به برایان جنینگز باخت.
او با مربی سابقش کودی هاوک تیم شد و توانست قهرمان تگ تیم شود. اما بعد از چهار روز آن را باختند. برای بقیه سال ۲۰۰۷ تا اوایل ۲۰۱۰، موکسلی باز هم تیمی کار کرد. در ۲۰۰۹ با کینگ وو تیم «خشونت شاهانه» را تشکیل داد و دو بار قهرمان تگ تیم شدند.
وقتی هنوز قهرمان تگ تیم بود، برای سومین بار قهرمان سنگین‌وزن شد. بعد از مدتی کینگ وو با موکسلی دشمن شد و باعث شد کمربند تگ تیم را از دست بدهند. نهایتاً در ۱۴ ژوئیه ۲۰۱۰ هم قهرمانی سنگین وزنش را به فیلیپس باخت.

### کشتی حرفه‌ای جنون (۲۰۰۷–۲۰۱۱)
وقتی موکسلی توانست از کمربند سنگین‌وزن آی پی دبلیو مقابل ویلیامز دفاع کند، جیمی جیکوبز به او حمله کرد. در ادامه افراد از رختکن آمدند تا این دو را از هم جدا کنند. موکسلی دلیل حمله جیکوبز را نمی‌دانست و در ادامه جنگی لفظی بین این دو درگرفت. در ۲۱ اوت ۲۰۱۰، موکسلی توانست جیکوبز را شکست دهد و عنوانش را حفظ کند. در اکتبر هم دریک یانگر را شکست داد. در ا ژانویه ۲۰۱۱، قهرمانی سنگین وزنش را به جیکوبز بخاطر توقف داور باخت.

### سی زد دبلیو (۲۰۰۹–۲۰۱۱)

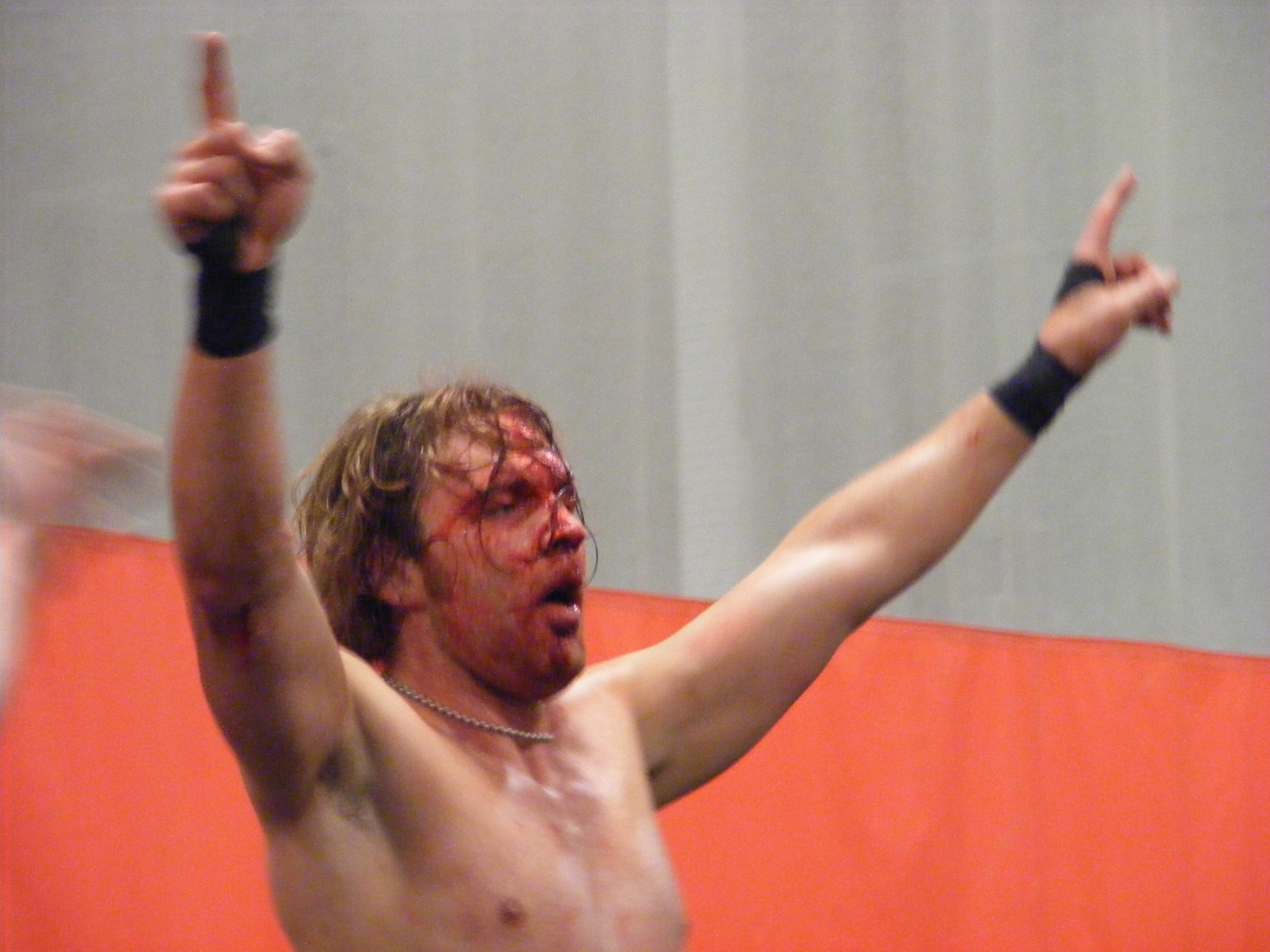
جاناتان گود در CZW با نام جان ماکسلی

در ۶ ژوئن ۲۰۰۹، ماکسلی در مسابقات مرگ ۸ در سی زد دبلیو شرکت کرد. در دور اول در مسابقه شام مرگ توانست برنی دمیج را شکست دهد؛ ولی در نیمه نهایی، در «اسلحه‌های طرفداران» به نیک گیج باخت. در ۲۵ اکتبر، دوباره در این مسابقات شرکت کرد و در دور اول به جک پونزی باخت.
در یازدهمین سالگرد سی زد دبلیو، ماکسلی با شکست بی‌بوی توانست قهرمان سنگین‌وزن شود. اما بعداً عنوان را به نیک گیج باخت. در ۱۴ اوت ۲۰۱۰، ماکسلی دوباره قهرمان سنگین‌وزن شد. در ۱۰ سپتامبر ۲۰۱۰ ماکسلی توانست از کمربند سنگین‌وزن جهان در مقابل اسکاتی وورتیگز دفاع کند. در ۶ نوامبر ۲۰۱۰ ماکسلی در آلمان مقابل دانی هاوک از کمربندش دفاع کرد. بعد از آنکه ماکسلی در چند مسابقهٔ دیگر از کمربند سنگین‌وزن دفاع کرد در ۷ ژانویه ۲۰۱۱ برود لی را شکست داد و همچنان صاحب کمربند باقی ماند. در ۱۲ فوریه ۲۰۱۱ دوازدهمین سالگرد سی زد دبلیو، این عنوان را به روبرت آنتونی باخت؛ و آخرین مسابقهٔ جان ماکسلی در CZW در ۱۰ آوریل ۲۰۱۱ مقابل جک کریست که با پیروزی موکسلی به پایان رسید.

### دروازه اژدهای آمریکا (۲۰۰۹–۲۰۱۱)
موکسلی در ۲۰۰۹ وارد این کمپانی شد و بی‌بوی را شکست داد. بعداً هم دارین کوربین را شکست داد. همان شب، به لیسی حمله کرد تا اینکه تامی دریمر او را نجات داد. سپس موکسلی با بر این کندریک تیم شد و در برابر پاول لاندن و جیمی جیکوبز برنده شد. در ۷ مارس مقابل دریمر قرار گرفت و برد. در ۸ می‌در طول مسابقه با جیکوبز نزدیک بود نوک سینه اش بریده شود.

### سایر پروموشن‌ها
"رینگ افتخار": او در ۲۰۰۷ در دو مسابقه شرکت کرد. در ۲۳ فوریه در مسابقه‌ای تیمی باخت. در ۲۲ ژوئن هم مقابل میچ فرانکلین باخت.
"فول ایمپکت": در ۷ آوریل ۲۰۱۰ با شکست رودریک استرانگ قهرمان سنگین‌وزن شد. در ۷ اوت هم با شکست بروس سانتی عنوانش را حفظ کرد.
"ایوالو": در ۱ می ۲۰۱۰ به دریک یانگر باخت. در ۲۳ ژوئیه علیه برادی لی مبارزه کرد. در ۱۹ آوریل ۲۰۱۱، مسابقه وداع در ایوالو را در برابر آستین آریز داشت و باخت.

### دوران ورزشی دردبلیودبلیوئی

#### اف سی دبلیو (۲۰۱۱–۲۰۱۲)
در ۴ آپریل ۲۰۱۱، گفته شد گود با دبلیو دبلیو ای قراردادی وسیع بسته و «دروازه اژدهای آمریکا» اجازه خروج به او داد. در ۲۷ می‌با نام دین امبروز وارد بخش آموزشی کمپانی یعنی اف سی دبلیو شد.
در ۳ ژوئیه مقابل سث رالینز، یک کشتی دیگر برجسته مستقل دیگر قرار گرفت. این مسابقه ۱۵ دقیقه‌ای برای قهرمانی ۱۵ اف سی دبلیو بود که هر دو مساوی شدند و کمربند پیش رالینز ماند. بعداً در مرحله اول یک تورنومنت برای قهرمانی سنگین‌وزن اف سی دبلیو امبروز توانست رالینز را شکست دهد. در هر حال در فینال، موفق نبود. بعداً در مسابقه رالینز و ساندو دخالت کرد و باعث شد کمربند ۱۵ اف سی دبلیو رولینز به ساندو داده شود. اما در مسابقه با ساندو سر قهرمانی، امبروز ناموفق بود. سپس لیکی امبروز و رالینز را در مسابقه‌ای سه‌گانه برای تعیین رقیب قهرمان سنگین‌وزن قرار داد.
در ۲۱ اکتبر، امبروز، پانک را که مهمان اف سی دبلیو بود، به مبارزه طلبید. پانک توانست در ۳۰ دقیقه او را شکست دهد. حمله امبروز به ویلیام رگال باعث مسابقه‌ای بین آن دو شد که رگال برنده شد. بعداً درخواست مسابقه‌ای دیگر با رگال کرد و برنده شد. از دسامبر ۲۰۱۱، امبروز در شوهای خانگی دبلیو دبلیو ای ظاهر شد.

#### گروه شیلد (۲۰۱۲–۲۰۱۹)

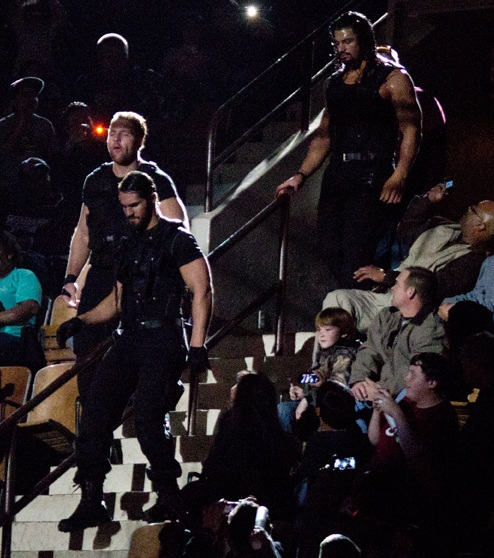
گروه شیلد در حال ورود به رینگ

گروه شیلد

#### دشمنی با سث رالینز (۲۰۱۶–۲۰۱۹)
امبروز سریعاً دشمنی با رالینز را شروع کرد. در این بین، رالینز باعث از دست دادن فرصت شرکت در مسابقه نردبان پی پی وی مانی این د بنک برای قهرمانی توسط امبروز شد و این دو به هم حمله کردند. همان‌طور که آرام آرام امبروز و رینز از هم جدا شدند، امبروز لباس و موزیک جدیدی برای خود ایجاد کرد. بعد از اینکه با درخواست رالینز به مسابقه نردبان مانی این د بنک اضافه شد، در طول مسابقه بعد از حمله کین به او و کمک به رالینز، باخت. روز بعد در راء، امبروز اجازه نداد رالینز چمدان خود را نقد کند. قرار شد امبروز در بتل گراند مقابل رالینز قرار بگیرد ولی تریپل اچ او را از ساختمان بیرون کرد. همان شب، رالینز وارد شد و اعلام کرد با قانون خطا برنده مسابقه است. بعد از آن امبروز وارد شد و به رالینز حمله کرد. در نهایت این دو توسط نگهبان‌ها جدا شدند. بعداً وقتی رالینز در پارکینگ و در حال ترک ساختمان بود، امبروز از صندوق عقب یک ماشین خارج شد و با اهرم نصب لاستیک به رالینز حمله کرد. در نهایت رالینز با ماشین فرار کرد. در سامراسلم امبروز و رالینز باهم مسابقه لامبرجک دادند که در آن مسابقه، امبروز شکست خورد.
در طول یک مصاحبه، امبروز به‌طور ناگهانی رالینز را قربانی چالش سطل یخ کرد و به او حمله کرد. تریپل اچ تصمیم گرفت با آرای هواداران نوع مسابقه آن شب این دو تعیین شود. در مسابقه، امبروز بسیار به برد نزدیک بود تا اینکه کین (که کنار رینگ حضور داشت) در مسابقه دخالت کرد و به رالینز اجازه داد تا روی یک بلوک بتنی روی امبروز فینیشر اجرا کند. با قانون «ضربه فنی» رالینز برنده اعلام شد و امبروز با برانکارد به بیرون حمل شد. کمی بعد او از پذیرش درمان خودداری کرد و فرار کرد. این ماجرا به این دلیل بود تا از غیبت امبروز در تلویزیون برای حضور در فیلم «حبس» استفاده شود. او در ۲۱ سپتامبر در شب قهرمانان برگشت و به رالینز حمله کرد. امبروز در ماندی نایت راو ۱۳ اکتبر ۲۰۱۴در مسابقهٔ No holds barred جان سینا را شکست داد مصاف سث رالینز برود. در اسمکدان۱۷اکتبر در مسابقه‌ای مقابل کین قرار گرفت که این مسابقه با دخالت ست رولینز و با قانون DQ به نفع امبروز به پایان رسید. در ماندی نایت راو ۲۰ اکتبر امبروز سینا را در مسابقهٔ هندی کپ مقابل اورتون، رالینز و کین تنها گذاشت و بعد از پایان مسابقه به اعضای Authority حمله ورشد. در هل این ا سل (۲۰۱۴) (جهنم درون قفس) دین امبروز در یک مسابقهٔ هل این ا سل مقابل سث رالینز قرار گرفت که این مسابقه با دخالت بری وایت به نفع رالینز به پایان رسید. این مسئله باعث درگیری امبروز و وایت شد. امبروز در سروایور سریز (۲۰۱۴) به مصاف بری وایت رفت و پس از این که با صندلی فولادی به وایت حمله کرد با سلب صلاحیت نتیجه را به او واگذار کرد. در تی ال سی بار دیگر امبروز به مصاف وایت رفت و این بار هم شکست خورد. او در رویال رامبل (۲۰۱۵) توسط بیگ شو و کین حذف شد. حذف او اعتراض تعداد زیادی از تماشاگران را به همراه داشت و در آخر رومن رینز برنده این مسابقه توسط تماشاگران هو شد. امبروز در فست لین (۲۰۱۵) بر سر کمربند قهرمانی بین قاره‌ای با بد نیوز برت مسابقه داد و با سلب صلاحیت این مسابقه را واگذار کرد. امبروز در اکستریم رولز (۲۰۱۵) طی مسابقه‌ای از نوع شیکاگو فایت استریت از سد لوک هارپر گذشت. در پی بک (۲۰۱۵) طی مسابقه‌ای مرگبار چهار جانبه برای کسب کمربند قهرمانی سنگین‌وزن جهان به مصاف رومن رینز، رندی اورتن و سث رالینز رفت که رالینز با کمک کین برندهٔ این مسابقه شد و کمربند خود را حفظ کرد. در پی پر ویوی الیمینیشن چمبر (۲۰۱۵) امبروز به مصاف رالینز رفت و با سلب صلاحیت پیروز شد اما کمربند پیش رالینز باقی ماند. در مانی این د بنک (۲۰۱۵) امبروز طی یک مسابقهٔ نردبان به مصاف رالینز رفت و شکست خورد. پس از آن امبروز در راو ۲۱ می‌به مصاف بری وایت رفت و با دخالت رومن رینز پیروز شد. امبروز به همراه دوست خود رومن رینز در سامر اسلم (۲۰۱۵) طی مسابقه‌ای تگ تیم به مصاف بری وایت و لوک هارپر رفتند و پیروز شدند. در راو ۲۴ اوت طی مسابقه‌ای مجدد امبروز و رینز به مصاف وایت و هارپر رفتند و در حالی که فاصلهٔ چندانی با پیروزی نداشتند عضو جدید وایت فامیلی یعنی براون استرومن به آن‌ها حمله کرد و به شدت امبروز و رینز را مضروب کرد. در راو ۳۱ اوت طی مسابقه‌ای امبروز به مصاف براون استرومن رفت و پس از دخالت رینز بازی را با دیسکالیفه به استرومن واگذار کرد. در شب قهرمانان (۲۰۱۵) طی مسابقه‌ای امبروز، رینز به همراه کریس جریکو به مصاف ۳ عضو وایت فامیلی یعنی بری وایت، لوک هارپر و براون استرومن رفتند و در حالی که با پیروزی فاصلهٔ چندانی نداشتند با تگ بی موقع و بد کریس جریکو این مسابقه را با تسلیم از نوع ناک اوت واگذار کردند. در هل این ا سل (۲۰۱۵) مقرر شد که دین امبروز و رندی اورتن به مصاف لوک هارپر و براون استرومن بروند اما با مصدومیت ناگهانی اورتن این بازی برگزار نشد. همچنین امبروز پس از مصدومیت سث رالینز در مسابقهٔ انتخابی بر سر کسب کمربند قهرمانی سنگین‌وزن جهان شرکت کرد که ابتدا در راو ۹ نوامبر تایلر بریز و سپس در راو ۱۹ نوامبر دولف زیگلر را شکست داد و حریف کوین اوونز در مرحلهٔ نیمه نهایی شد. او در مرحلهٔ نیمه نهایی که در سروایور سریز (۲۰۱۵) برگزار شد از سد اوونز گذشت اما در همان شب و در مرحلهٔ فینال از رومن رینز شکست خورد و از کسب کمربند بازماند.
درمانی این د بانک (۲۰۱۶) دین امبروز کیف مانی این د بانک را گرفت و در همان شب بر روی ست رولینز کیف را کش کرد و قهرمان کمربند دبلیو دبلیو ای شد و در بتلگراند (۲۰۱۶) از کمربندش مقابل ست رولینز و رومن رینز دفاع کرد در سال (۲۰۱۸) دین امبروز و ست رولینز در روز خداحافظی رومن رینز به دلیل سرطانش و در روز قهرمانی دوباره کمربندهای تک تیم ست رولینز و دین امبروز دین امبروز به ست رولینز خیانت کرد و مچ آنها برای تی ال سی ثبت شد و ست رولینز مچ را باخت و دین امبروز قهرمان جدید کمربند بین قاره ای شد و این کمربند را در راو (۲۰۱۹) به بابی لشلی باخت.

#### قهرمانی کمربند بین قاره‌ای (۲۰۱۵–۲۰۱۹)
امبروز در اسمکداون ۲۶ نوامبر در مسابقهٔ تریپل ترت بر سر تعیین رقیب کوین اوونز در رویداد تی ال سی بر سر کمربند قهرمانی بین قاره‌ای شرکت کرد و با پیروزی بر دولف زیگلر و تایلر بریز به عنوان حریف اوونز انتخاب شد. امبروز در تی‌ال‌سی با گذشتن دوباره از سد اوونز قهرمان کمربند بین قاره‌ای شد.
او اُوِنز را به یک مسابقه آخرین فرد بازمانده برای کمربند خودش در رویداد رویال رامبل ۲۰۱۶ طلبید؛ آن‌ها در رویال رامبل در مسابقه‌ای زیبا که بسیاری آن را از خود مسابقه رامبل آن شب هم زیباتر نامیدند به مصاف هم رفتند که سرانجام امبروز توانست با موفقیت از کمربند خود دفاع کند. سپس امبروز به مسابقه رامبل آن شب هم رفت و حتی توانست تا آخر هم دوام بیاورد؛ فقط او و تریپل اچ در رینگ باقی‌مانده بودند، اما سرانجام این تریپل اچ بود که موفق به بیرون انداختن امبروز از رینگ شده و صاحب کمربند دبلیودبلیوئی سنگین‌وزن جهان شد. شب بعد در راو، استفنی مک‌ماهون اعلام کرد که در رویداد فست‌لین، یک مسابقه تریپل ترت بین امبروز، قهرمان قبلی دبلیودبلیوئی سنگین‌وزن جهان یعنی رومن رینز و همین‌طور براک لزنر برگزار خواهد شد و برنده مسابقه در رسلمانیا ۳۲ برای قهرمانی کمربند مقابل تریپل اچ قرار خواهد گرفت که رینز با پین کردن امبروز برنده این مسابقه شد. درگیری امبروز و لزنر در فست لین تا رسلمانیا ۳۲ ادامه پیدا کرد و امبروز در آن به لزنر در یک مسابقهٔ دعوای خیابانی باخت. امبروز پس از رسلمینیا ۳۲ با کریس جریکو درگیر شد و در پی بک (۲۰۱۶) امبروز از سد جریکو گذشت. پس از پی بک درگیری امبروز و جریکو همچنان ادامه پیدا کرد و در اکستریم رولز (۲۰۱۶) امبروز طی مسابقهٔ تیمارستان که به شدت خشن بود از سد جریکو گذشت.
در سال ۲۰۱۸ دین امبروز و ست رولینز در روز خداحافظی رومن رینز به دلیل سرطانش و در روز قهرمانی دوباره کمربندهای تک تیم ست رولینز و دین امبروز دین امبروز به ست رولینز خیانت کرد و مچ آنها برای تی ال سی ثبت شد و ست رولینز مچ را باخت و دین امبروز قهرمان جدید کمربند بین قاره ای شد و این کمربند را در راو ۲۰۱۹ به بابی لشلی باخت.

#### قهرمانی کمربند دبلیو دبلیو ای سنگین‌وزن (۲۰۱۶)

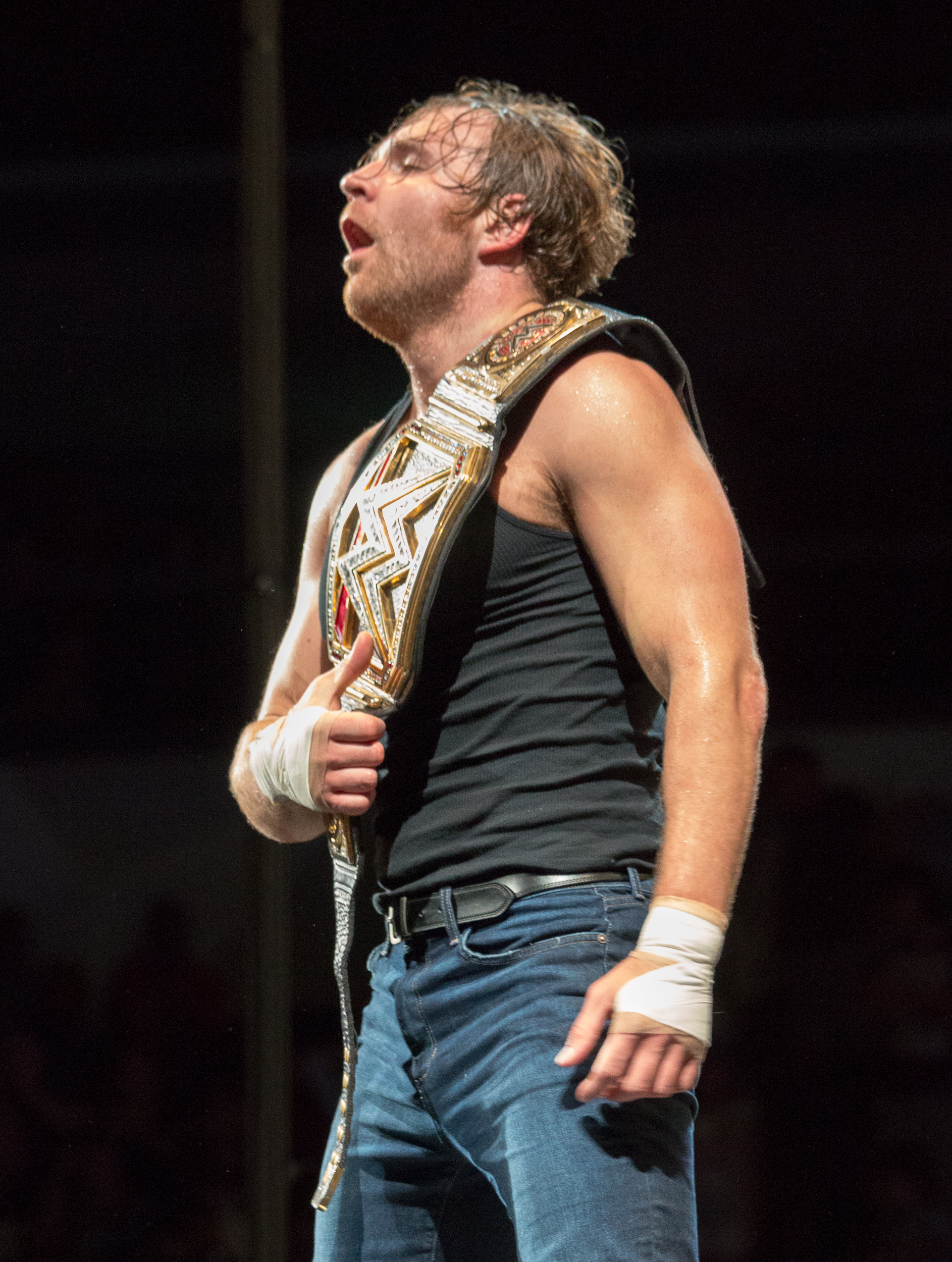
دین امبروز امبروز در ژوئیه ۲۰۱۶

امبروز در رویداد مانی این د بنک (۲۰۱۶) صاحب چمدان مانی این د بنک شد و در همان شب پس از مسابقهٔ رینز و رالینز که با پیروزی رالینز همراه بود چمدان خود را کش کرد و با شکست دادن رالینز برای نخستین بار صاحب کمربند قهرمانی سنگین‌وزن جهان شد؛ و بعد در پی‌پرویوی بعدی یعنی رزمگاه یک مسابقه ۳نفره یا تریپل ترت بین اعضای سابق شیلد برگزار شد که سرانجام امبروز توانست دو هم تیمی سابق خود را شکست بدهد و کمربند دبلیودبلیوئی را نگه دارد و چون امبروز حالا به عنوان عضوی از اسمکدان انتخاب شده بود، کمربند به اسمک‌دان تعلق گرفت.
امروز باید در سامر اسلم (۲۰۱۶) از کمربندکمربند دبلیودبلیوئی در مقابل دولف زیگلر دفاع کند که در آن مسابقه پیروز شد.

#### درگیری با ای جی استایلز (۲۰۱۶)
اولین مسابقه این دو در راو ۲۰۱۶ بود که دین امبروز با دخالت جان سینا (بر ضرر ای جی استایلز) توانست این مچ را ببرد پس از پیروزی امبروز در سامر اسلم (۲۰۱۶) درگیری امبروز با ای. جی. استایلز شروع شد و در همان شب شین مک‌ماهون اعلام کرد که امبروز باید در بک‌لش (۲۰۱۶) از کمربند خود در مقابل استایلز دفاع کند که در آن مسابقه کمربند را به ای جی استایلز باخت و در یکی از اسمکداون‌های سال ۲۰۱۶ ای جی استایلز با جان سینا و دین امبروز درگیر شد و مج آنها برای نومرسی ثبت شد و ای جی استایلز در نومرسی از کمربند دفاع کرد و درگیری سوم آنها در شب سروایور سریس ۲۰۱۶ آغاز شد و شین مکمن دوباره مچ آنها را برای تی ال سی ۲۰۱۶ ثبت کرد و دین امبروز با دخالت جیمز السورث نتوانست کمربند را از ای جی استایلز پس بگیرد.
۱۲ راند:قفل شکستن

## بازگشت شیلد
گروه سال ۲۰۱۴ از هم جدا شد اعضای گروه به ترتیب رومن رینز، سث رولینز و دین امبروز قهرمان سنگین‌وزن دبیلو دبلیوای شدند وقتی که در سال ۲۰۱۶ دین امروز در اسمکداون قهرمان سنگین‌وزن بود رومن و سث راوبا جریکوو دین میجنگیند در حالی که اگر روبه روی هم میافتادن همدیگر را می‌زدند و با هم مشکل داشتند تا اینکه هی می‌گذشت گذشت تا بعد از ورستلمنیا ۲۰۱۷ پس از درفت که تمامی کشتیگران (دین امبروز، سث رولینز، ورمن رینز) در شوی راو قرار گرفت طی اتفاقاتی دین و رولینز کنار هم قرار گرفتن و شیلد دو نفره تشکیل شد و تا یک هفته مانده به surviver series 2017 رومن رینز هم به آنه ملحق شد در حالحای که آن‌ها هفته پیش عناوین تگ تیم را به سزارو و شیمس باختند.
ان‌ها درsurviver series2017 در مقابل گروه نیودی قرار گرفتن و در مسابقه زیبا تونستن گروه نیودی را شکست بدن
دین امبروز بعد از series از ناحیه آرنج توسط سامواجو مصدوم شد و تقریباً ده ماه از میدان‌ها دور شد
دین قبل از سامراسلم ب کمپانی برگشت و ب ست در حمله کردن ب زیگلر و میکنتایر و همچنین قهرمان ic شدن ست رالینز در سامراسلم کمک کرد
در شب بعد سامراسلم هنگامی که بران استرومن قصد کش چمدان mitb داشت دین و ست ب کمک رومن آمدند و جلوی استورمن را گرفتند و برانس استرومن را در نقد کیف ناتوان کردن و برانس رو توسط فینشر سه نفرشون ترییپل پاور بامب روی میز گزارشگران خورد کردن و با قراردادن مشتشان در کنار هم مجدداً شیلد تشکیل شد
در هفته بعد در مسابقه تیمی بران استرومن و رومن رینز در مقابل درو مکینتایر و دولف زیگلر که در ان مسابقه استورمن ب رینز خیانت کردن و ب شدت رومن مورد ضرب و شتم قرار دادن که در این هنگام شیلد مجدداً ب کمک رومن آمدند اما اونا هم ناکام موندن و به شدت کتک خوردن و در آخر تیم بران استرومن متشکل از درو میکنتایر و دولف زیگلر تشکیل شد و بران کیفش را در hell in cell اعلام کرد در مسابقه hell in cell مچ با رومن سر کمربند یونیورسال مبارزه میکنه
در شو راو بعدی شیلد می‌خواست از تیم استرومن انتقام بگیرن مجدداً توسط تمامی کشتی گیران منفور قرار گرفتند و به‌شدت مورد ضرب و شتم کشتی گیران قرار گرفتن و به‌شدت کتک خوردن و حتی مقداری ست از ناحیه آرنج و بازو مصدوم شده بود که زیاد جدی نبود
در شو راو بعدی در اول شو شیلد وارد رینگ شد و به‌شدت تمام کشتی گیران منفور را زدند و پلیس وارد شد و تمامی اعضای شیلد را دستگیر کردن و بردن سپس و اعلام کردن شیلد اگر کنار هم قرار گیرن رومن کمربند را از دست می‌دهد دین و ست وسط‌های شو ب دولف زیگلر و مکینتایر حمله کردن و مسابقه‌شان که در ان هنگام مکینتایر و زیگلر قهرمانان تگ تیم بودن در hell in cell ثبت گردید
او در سال ۲۰۱۹ آخرین مسابقه خود را در آخرین فصل شیلد همراه با شیلد انجام داد و آن مسابقه را بردند

## بازگشت به چرخه مستقل
دین امبروز در اولین اقدام خود پس از خروج از دبلیودبلیوئی، حساب کاربری جدید با نام قبلی خود یعنی جان ماکسلی را در توییتر ایجاد کرد و با انتشار یک کلیپ از خود، نشان داد که با نام قبلی خود به پروموشن‌های مستقل باز خواهد گشت.
ماکسلی، در رویداد ای‌ای‌دبلیو دابل اور ناتینگ حضوری ناگهانی داشت و به کریس جریکو و کِنی اُمگا حمله کرد تا معلوم شود او از این پس برای کمپانی اِی‌ای‌دَبلیو فعالیت خواهد کرد. کمی بعد اعلام شد که ماکسلی قراردادی چندساله با این کمپانی امضا کرده‌است. همچنین پس از اینکه نیو جپان پرو-رسلینگ چند هفته ویدیوهایی را پخش می‌کرد که در آن‌ها یک فرد ناشناس به جوس رابینسون حمله می‌کرد، مشخص شد که آن فرد ماکسلی بوده. تونی خان اعلام کرد که ماکسلی می‌تواند طی تابستان و پیش از اینکه قرارداد تلویزیونی اِی‌ای‌دَبلیو از پاییز آغاز شود، فعالیت‌های مستقل و بین‌المللی هم داشته باشد. پس قرار شد ماکسلی در ۵ ژوئن برای قهرمانی کمربند آی‌دبلیوجی‌پی ایالات متحده به مصاف رابینسون برود و رسماً اولین مسابقه خود را در اِن‌جِی‌پی‌دبلیو انجام دهد.

### فهرستفیلم‌ها
| سال       | عنوان                                                           | نقش                                                                                      | توضیحات                                                                                   |
| --------- | --------------------------------------------------------------- | ---------------------------------------------------------------------------------------- | ----------------------------------------------------------------------------------------- |
| ۲۰۱۵ ۲۰۲۱ | ۱۲ راند ۳:حبس 2020 جنگجو در قفس Cagefighter:Worlds Collide 2020 | جان شاو (افسر پلیس)(بازیگراصلی) رندی استون (کشتی‌گیر) (مبارز MM A) (بازیگر اصلی نقش منفی) | در تاریخ ۱۱ سپتامبر۲۰۱۵ (۲۰شهریور۹۴) پخش شد در تاریخ ۱۶ مه ۲۰۲۰ (۲۰ اردیبهشت ۱۳۹۹) پخش شد |

## زندگی شخصی
گود از نژاد انگلیسی است. او در یکی از تاریک‌ترین محله سینسیناتی بزرگ شد. در محله‌ای که جنایت و خشونت در اطراف او اتفاق می‌افتاد. بیشتر شخصیت پردازی گود در کشتی بر مبنای تربیت واقعی او در سینسیناتی است، جایی که او بیشتر کودکی خود را همراه با خواهرش در مهمانخانه‌ها می‌گذراند. پدرش به مواد مخدر اعتیاد داشت که به گفتهٔ خوده جاناتان در دوران نوجوانی عده‌ای جنایتکار او را مجبور به فروش مواد مخدر می‌کردند. کشتی‌گیر مورد علاقهٔ جاناتان برت هارت است واو از کودکی با الگو قرار دادن برت هارت مشتاق کشتی شد. جاناتان بزرگ‌ترین کاری که انجام داد پیوستن به WWE بود. مادر جاناتان خرج زندگی اونارو با سختی می‌داد که بعدها تونستن از اون محلهٔ نا امن برای همیشه فرار کنند. جاناتان یک بار در سال ۲۰۱۰ در SLAM Wrestling دربارهٔ دوران کودکی خود صحبت کرد. او سرانجام از کشتی استفاده کرد تا از زندگی سخت خود فرار کند. یک سال بعد از آموزش دیدن به عنوان یک کشتی‌گیر، و شروع تمرینات رستلینگ از دبیرستان انصراف داد و وارد دنیای کشتی کج شد. وی در اکتبر ۲۰۱۶ با گزارشگر و مجری کمپانی رنه یانگ ازدواج کرد که کاملاً بی سروصدا بود و با اعلام رنه در توییترش در سال ۲۰۱۷ مشخص شد که آن‌ها ازدواج کردند. آن‌ها در سال ۲۰۲۱ صاحب فرزند دختر به نام نورا شدند.

## در کشتی
- مدیران او
  - کریستینا ون اری
  - ترینا مایکلز
- نام‌های مستعار
  - سگ خیابانی
  - تندرو
  - نامتعادل
  - دیوانه

## افتخارات
قهرمانی‌های او از سال ۲۰۰۴ تا به حال
- ۳ قهرمانی سنگین‌وزن HWA
- ۵ قهرمانی تگ تیم HWA
- ۱ قهرمانی مسابقات سنگین‌وزن MPW
- ۱ قهرمانی تگ تیم MPW
- دو قهرمانی کمربند سنگین‌وزن IPW
- یک قهرمانی مید-اّمریکن IPW
- یک قهرمانی تگ تیم در IWA
- یک قهرمانی تگ تیم در wXw با
- نایب قهرمانی در رویال رامبل ۲۰۱۶
- سه بار (قهرمان) بین قاره ای INTERCONTINENTAL
- برنده چمدان Money In The Bank در سال ۲۰۱۶ (یک بار)
- ۱ قهرمان کمربند دبلیودبلیوئی سنگین‌وزن جهان WWE
- سه بار قهرمان تگ تیم با ست رولینز در wwe
- ۱ قهرمان کمربندUS
- طولانی‌ترین قهرمان Us درwwe
- قهرمان 4 دوره  کمربند AEW
- دومین قهرمان در تاریخ AEW
- اولین کسی که دوبار قهرمان AEW شده
- اولین کسی که سه بار قهرمان AEW شده
- قهرمان 1 دوره کمربند AEW INTERNATIONAL
- سومین قهرمان AEW INTERNATIONAL
- برنده ۵ اسلمی ادواردز
- بیستمین تریپل کرون چمپیون
- قهرمان ۲ دوره کمربند US در NJPW
- ۲ قهرمانی کشتی در منطقه مبارزه قهرمانی سنگین‌وزن جهان CZW
- ۱ قهرمانی سنگین‌وزن جهان FIP Full Impact Pro
- ۱ قهرمانی جهانی بازی چنجر کشتی GCW (1
- بهترین اتحاد (۲۰۱۸) - به عنوان بخشی از سپر بازگشت سال (۲۰۱۸)
- هشتمین گرند اسلم (تحت فرمت فعلی؛ شانزدهم در مجموع)
- برنده مانی این د بنک (۲۰۱۶)
- بهترین جنگجو (براولر) (۲۰۲۰)
- بهترین جنگجو (براولر) (۲۰۲۱)
- محبوب‌ترین کشتی‌گیر سال (۲۰۱۴)
- محبوب‌ترین کشتی‌گیر سال (۲۰۱۵)
- کشتی‌گیر سال (۲۰۲۰)
- رتبه شماره ۱ نفر از ۵۰۰ کشتی‌گیر برتر انفرادی در PWI 500 در سال ۲۰۲۰
- ششمین کشتی گیر برتر سال 2021
- دوازدهمین کشتی گیر برتر سال 2021
- سومین کشتی گیر سال 2022